# Finalen av världsmästerskapet i futsal 2012
Finalen av världsmästerskapet i futsal 2012 spelades den 18 november 2012 på Indoor Stadium Huamark i Bangkok, Thailand för att kora mästerskapets segrare.
Brasilien vann finalen efter två förlängningar. Detta blev Brasiliens femte världsmästartitel och inför finalen hade laget ej förlorat på 119 matcher (finalen var lagets 120:e match utan förlust).
Finalen var ursprungligen tänkt att spelas på den då nybyggda inomhusarenan Bangkok Futsal Arena, som rymmer 12 000 åskådare. På grund av förseningar och för att ej ha uppnått de bestämda säkerhetskraven, flyttades matchen till Indoor Stadium Huamark.

## Vägen till finalen
Brasilien kvalificerade sig till futsal-VM 2012 efter att ha kommit på tredjeplats i det sydamerikanska kvalspelet. De var regerande världsmästare efter att ha vunnit finalen av futsal-VM 2008. Spanien kvalificerade sig till futsal-VM 2012 efter att ha kommit på fjärdeplats i det europeiska kvalspelet. De var då regerande europamästare efter att ha vunnit EM 2012 som spelades i februari.
Väl framme vid slutspelet i Thailand gick Brasilien vidare till åttondelsfinal efter att ha vunnit grupp C med tre vinster av tre möjliga mot Japan, Libyen och Portugal, med endast två insläppta mål. I utslagsspelet vann de mot VM-debutanten Panama, Argentina och VM-debutanten Colombia.
Spanien gick vidare till åttondelsfinal efter att ha vunnit grupp B med två vinster av tre möjliga mot Panama och Marocko. Den första gruppspelsmatchen spelades mot det 11-faldiga asiatiska mästarna Iran, som slutade 2–2. Spanien och Iran slutade bägge med 7 poäng i gruppspelet vilket gjorde att målskillnaden fick avgöra vilket lag som vann grupp B. I utslagsspelet vann de mot VM-debutanten och värdlandet Thailand, Ryssland och Italien.
I de sex matcher de båda lagen spelade för att nå finalen gjorde Brasilien totalt 42 mål och släppte in 5, medan Spanien gjorde 29 och släppte in 10. Fernandinho i Brasilien och Lozano i Spanien var lagens främste målskyttar inför finalen med sju, respektive fem gjorda mål under turneringen.
| Lag     | S | V | O | F | GM | IM | MS  | P |
| ------- | - | - | - | - | -- | -- | --- | - |
| Spanien | 3 | 2 | 1 | 0 | 15 | 6  | +9  | 7 |
| Iran    | 3 | 2 | 1 | 0 | 8  | 6  | +2  | 7 |
| Panama  | 3 | 1 | 0 | 2 | 14 | 15 | −1  | 3 |
| Marocko | 3 | 0 | 0 | 3 | 5  | 15 | −10 | 0 |

| Lag       | S | V | O | F | GM | IM | MS  | P |
| --------- | - | - | - | - | -- | -- | --- | - |
| Brasilien | 3 | 3 | 0 | 0 | 20 | 2  | +18 | 9 |
| Portugal  | 3 | 1 | 1 | 1 | 11 | 9  | +2  | 4 |
| Japan     | 3 | 1 | 1 | 1 | 10 | 11 | −1  | 4 |
| Libyen    | 3 | 0 | 0 | 3 | 3  | 22 | −19 | 0 |

## Matchen
| 52 | 18 november 19:30 UTC+07:00 | Indoor Stadium Huamark000 Bangkok000 |

| Lagfärger · Lagfärger · Lagfärger · Lagfärger · Lagfärger | Spanien                | 2 – 3 (e.fl.)          | Brasilien                | Lagfärger · Lagfärger · Lagfärger · Lagfärger · Lagfärger |
| Lagfärger · Lagfärger · Lagfärger · Lagfärger · Lagfärger | Torras 30′ Aicardo 31′ | (0 – 0; 2 – 2) Rapport | Neto 25′, 50′ Falcão 37′ | Lagfärger · Lagfärger · Lagfärger · Lagfärger · Lagfärger |
|                                                           |                        |                        |                          |                                                           |

| Spelartrupp:    |    |                |     |
|                 |    |                |     |
| MV              | 12 | Juanjo 0       |     |
| F               | 3  | Aicardo 0      |     |
| MF              | 5  | Fernandão 0    | 25' |
| F               | 8  | Kike 0         | 28' |
| A               | 14 | Alemao0        |     |
| F               | 2  | Ortiz 0        |     |
| A               | 4  | Torras0        |     |
| A               | 6  | Álvaro 0       |     |
| A               | 7  | Miguelín 0     |     |
| A               | 9  | Sergio Lozano0 |     |
| MF              | 10 | Borja0         |     |
| A               | 11 | Lin 0          |     |
|                 |    |                |     |
| Förbundskapten: |    |                |     |
| Venancio Lopez  |    |                |     |

| Spelartrupp:    |    |               |     |
|                 |    |               |     |
| MV              | 2  | Tiago 0       | 36' |
| MF              | 6  | Gabriel 0     |     |
| MF              | 8  | Simi 0        |     |
| MF              | 10 | Fernandinho 0 |     |
| F               | 11 | Neto 0        | 40' |
| A               | 4  | Ari 0         | 30' |
| MF              | 5  | Rafael 0      |     |
| MF              | 7  | Vinicius 0    |     |
| A               | 9  | Jé 0          |     |
| MF              | 12 | Falcão 0      |     |
| F               | 14 | Rodrigo 0     |     |
|                 |    |               |     |
|                 |    |               |     |
| Förbundskapten: |    |               |     |
| Marcos Sorato   |    |               |     |

| Domare: Héctor Rojas (Peru) Ass. domare: Marc Birkett (England) & Sergio Cabrera (Kuba) Fjärdedomare: Jaime Jativa (Ecuador) | Publik: 5 685 |  |

### Fotnoter
1. ↑  ”FIFA Futsal World Cup 2012 - Match schedule” (PDF). FIFA.com. 5 november 2012. Arkiverad från originalet den 31 mars 2013. https://web.archive.org/web/20130331080346/http://www.fifa.com/mm/document/tournament/competition/01/68/85/01/ffwc2012%5fmatchschedule%5f07112012-c.pdf. Läst 16 november 2012.
2. ↑  ”Indoor Stadium Huamark to host Futsal World Cup final” (HTML). FIFA.com. 6 november 2012. Arkiverad från originalet den 15 november 2012. https://web.archive.org/web/20121115094538/http://www.fifa.com/futsalworldcup/organisation/media/newsid%3D1846629/index.html. Läst 16 november 2012.